# スイーツドリーム
『スイーツドリーム』は、2006年9月4日から10月27日まで「愛の劇場」枠で放送されていたテレビドラマである。

## 概要
会社を辞めた元OL3人組の佐野史織、山下涼子、吉原桃の3人が独立してスイーツショップを開業させ、彼女たちの奮闘ぶりを描く。

## キャスト
佐野史織（さの しおり）
演 - いとうあいこ
主人公。丸輿百貨店の元OL。先輩の涼子に「会社を辞めて一緒にスイーツショップを開業しないか」と誘われ一度は断るものの上司の高山と喧嘩をしてしまい会社を辞め、涼子の誘いに乗る。実家は和菓子屋。職人気質の父親の影響で、スイーツの知識や味覚にとても優れている。趣味はインターネットで、ハンドルネームは「あんこ」。最終回では修と誠を残し、スイーツの修行をする為、パリへ旅立つ。
一之瀬修（いちのせ しゅう）
演 - 東幹久
若き実業家、インペリアル取締役。インペリアルがスイーツ業界に進出する事になり、高級菓子店「アンジェリーク」を「スイーツハート」と同時期に近所にオープンさせる。実は史織とは、お互い顔も知らずメールでやりとりしている。一人息子がいるが妻は既に他界。自分のブログを持っていて、ハンドルネームは「シュウ」。自分のメール相手が史織と分かったとき、恋愛感情が生まれた。すれ違いや喧嘩をしたが、最終回では結ばれた。
山下涼子（やました りょうこ）
演 - 中山忍
丸輿百貨店時代には仕事ぶりが雑誌で紹介される程優秀なキャリアウーマン。丸輿を辞め、かねてからの夢だったスイーツショップ「スイーツハート」を史織と桃と共に開業させる。3人の中では最年長。店の代表を務める。バツイチ。
吉原桃（よしはら もも）
演 - 佐藤寛子
丸輿百貨店の元派遣OL。男性客や取引先には色気も使う事も。「上司からはセクハラされ、同世代の女からはイジメられ、同世代の男からはすぐ告られる」のが悩みだとぼやく。西島に片想い。
西島剛（にしじま つよし）
演 - 川岡大次郎
丸輿百貨店の営業部員。元同僚･佐野史織とは恋人の関係だが史織の仕事が多忙なせいもあり現在は倦怠期気味。史織を巡り一之瀬をライバル視する。
一之瀬誠（いちのせ まこと）
演 - 鈴木宗太郎
修の一人息子。ハンバーグと「スイーツハート」で販売している「いちじくサンド」が大好物。特に史織の作るハンバーグを熱望していて、一人で何度も「スイーツハート」に通い詰める。
早乙女太郎（さおとめ たろう）
演 - 小林すすむ
料理研究家で「スイーツハート」のアドバイザーも務める。
高山信勝（たかやま のぶかつ）
演 - 津村鷹志
丸輿百貨店営業部勤務で史織の元上司。
佐野光江（さの みつえ）
演 - 柏木由紀子
史織の母。
佐野誠一郎（さの せいいちろう）
演 - 寺泉憲
史織の父。和菓子屋の主人。職人気質。勘当した娘の事を内心心配している。
戸部孝之（とべ たかゆき）
演 - 福井晋
有名な菓子屋の婿養子を名乗る男。「スイーツハート」で自作の「恋するトルテ」を扱ってくれないかと持ち掛ける。
佐伯祐介（さはく ゆうすけ）
演 - 辻輝猛
涼子の元夫。
小向（こむかい）
演 - 佐野泰臣
西島の同僚。
中野順二（なかの じゅんじ）
演 - 萩野崇
修の秘書。
小田忠夫（おだ ただお）
演 - 顔田顔彦

清家時雄（きよいえ ときお）
演 - 樋渡真司

矢口卓也（やぐち たくや）
演 - 杉崎真宏

沢井邦子（さわい いくこ）
演 - 池田道枝

ジョージ久我山（ジョージ くがやま）
演 - 山田明郷

## 劇中で登場するスイーツ
- スイーツハート
  - いちじくサンド - 三重県津市にある伯藤久庵で実際に販売されている。
  - 恋するトルテ
  - レインボーミルフィーユ
  - 花ケ崎プリン
  - ごまどら
  - ライスシャワー
  - イバットのNAGISAシュークリーム（限定販売）
  - マリアージュ
- アンジェリーク
  - 楊貴妃ゼリー
  - スイーツメモリーズ
- シェルページュ（パリ）
  - マドレーヌ

## 主題歌
- 「RAINBOW DUST」

作詞・作曲：榎本くるみ・MOR/歌：榎本くるみ（フォーライフミュージックエンタテイメント）

## スタッフ
- 企画 - 山田康裕、三島圭太
- プロデューサー - 森川真行
- 脚本 - 荒井修子、山口あさみ
- 演出 - 伊藤寿浩
- 制作 - ファインエンターテイメント
- 製作 - TBS